# Sandro Spinetti
Sandro Spinetti, né le 8 octobre 1940, à Rome, en Italie, est un ancien joueur italien de basket-ball. Il évolue au poste d'ailier.